# Raimundo Capuz
Raimundo Capuz (Valencia, hacia 1665-1743) fue un escultor barroco español del siglo XVIII, hermano del también escultor Leonardo Julio Capuz, pertenecientes a una familia de escultores genoveses afincados en Valencia. 

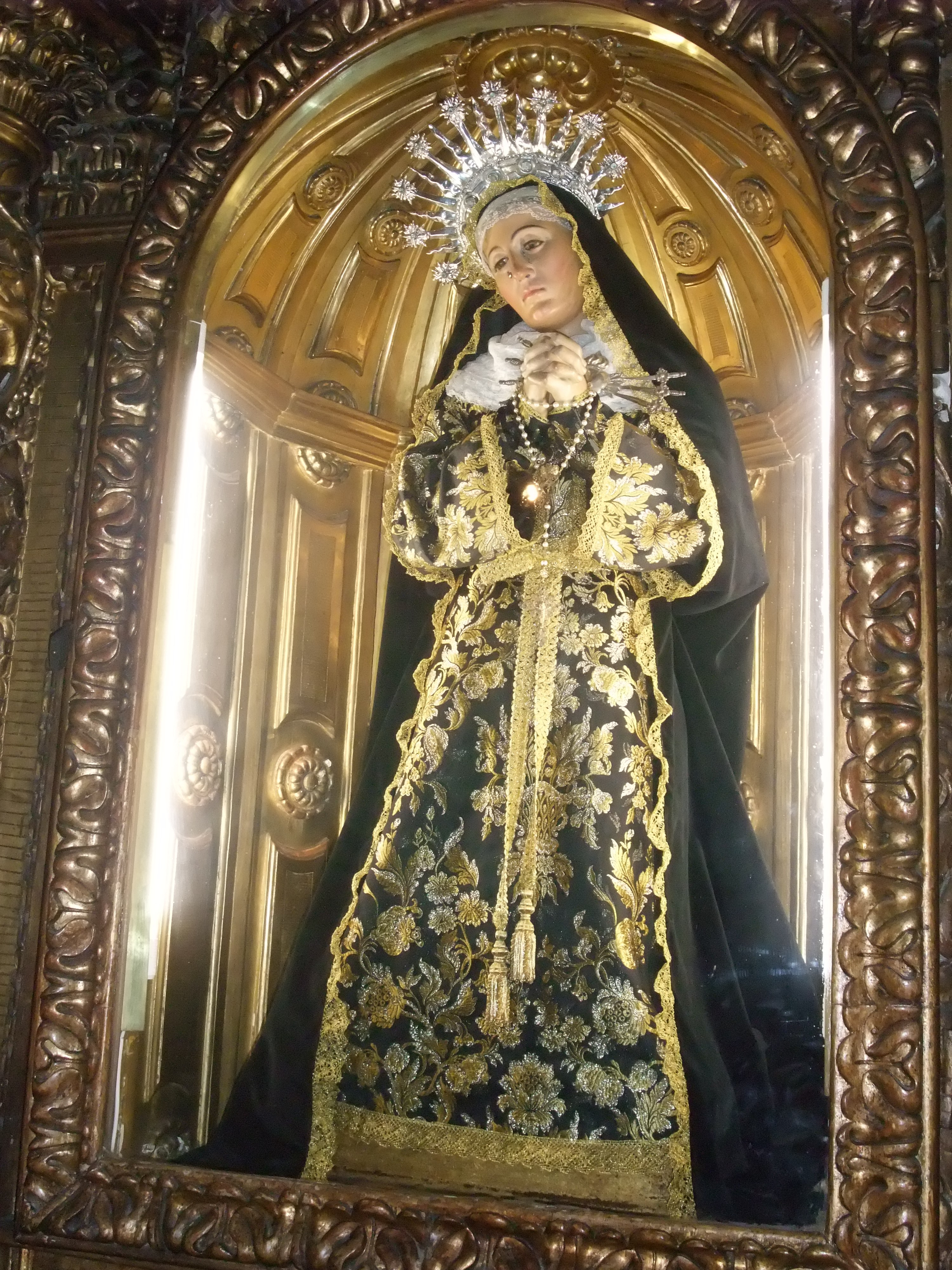
Los pasos de Capuz se conservan en Bilbao; en el cuadro "Virgen de los Dolores".

Aprendió escultura con su padre y trasladado a Madrid fue nombrado maestro y escultor del príncipe Don Luis.
Fue autor del conjunto escultórico de la iglesia parroquial de Liria (1700-1704).
A él se deben también los pasos de Semana Santa de “Nuestra Sra. de la Soledad” (1693), “El Prendimiento” (1700) y “La Cruz a Cuestas” (1700) de Bilbao,y el de "la Flagelacion" (aprox.1720),antiguamente de Bilbao y que actualmente se encuentra en Zalla.
- Datos: Q6098321